# Úplně nahá
Úplně nahá je páté studiové album Lucie Bílé, nahrané roku 1999. Jedná se o české coververze zahraničních hitů.

## Seznam skladeb
1. „Průhledná noc“ („Estrellas De Fuego“; Christian De Walden, Steve Deutsch, Steve Singer, Mike Shepstone/č. text. Tomáš Belko) 4:32
2. „Hrdost koně“ („Corazón Que Mira Al Sur“; Marta Sánchez/č. text. Pavel Vrba) 4:39
3. „Úplně nahá“ („Naked Without You“; Rick Nowels, A. Roachford, Billy Steinberg/č. text. Tomáš Belko) 3:45
4. „Čarodějka“ („Desconocida“; Christian De Walden, Steve Deutsch, Steve Singer, Mike Shepstone, Carlos Toro/č. text. Tomáš Belko) 4:30
5. „Toto číslo bylo zrušeno“ („Sunny Day“; Bob Marlette, John 5, Leah Andreone/č. text. Tomáš Belko) 4:13
6. „Dar bláznů“ („Whenever You Fall“; Taylor Dayne, J. Robinson, B.G. Graziose, E. Lake/č. text. Pavel Vrba) 5:07
7. „Touha“ („Enter From The East“; Jewel, Patrick Leonard/č. text. Pavel Vrba) 3:54
8. „Korin“ („Corrine“;  D. Conrad, J. Askew, S. Fontayne/č. text. Tomáš Belko) 4:40
9. „Spolkni mě“ („Swallow Me“; R. Marlette, D.V. Anreone, J. Lowery, L. G. Andreone/č. text. Tomáš Belko) 3:43
10. „Láska je kýč“ („What's Simple Is True“; J. Kilcher, P. Leonard/č. text. Pavel Vrba) 3:34
11. „Pouta“ („Chains“; P. Reswick, S. Werfel, T. Arena/č. text. Tomáš Belko) 4:34
12. „Tma“ („Lamentation“; B. Marlette, L.G. Andreone/č. text. Tomáš Belko) 3:13

## Hudební aranžmá
- Zdeněk Křížek – aranžmá
- Pavel Plánka – bicí (3, 9, 10), percusion (1, 2, 3, 9)
- Tony Benedek – bicí (11)
- Oskar Rozsa – baskytara (1, 2, 3, 4, 5, 6, 8, 9, 10, 11), synth. bas. (4, 6)
- Olda Krejčoves – elek. kytara (6, 8, 9, 10), akust. kytara (1, 3, 6, 8, 10)
- Jan Kodet – elek. kytara (5)
- Eddie Zawadzki – elek. kytara (8)
- Karel Holas – houslové sólo (6)
- Radim Hladík – akust. kytara (5, 7), synth. sitar. (4)
- Petr Malásek – křídlo (12), el. klávesy (3, 9, 11), synth. brass. (11)
- Lenka Dusilová – sbory (1, 3, 4, 5, 8)
- Filharmonici města Prahy – smyčce (2, 3, 9); řídil Adam Klemens
- David Koller – drum syntetizátory (5, 8)
- Smyčcové kvinteto – 
  - Miluše Kundersová, Karel Holas – housle
  - Eduard Vaníček – viola
  - Štěpánka Kutmanová – violoncello
  - Roman Blažek – kontrabas